# Back Orifice
Back Orificeとはリモートシステム管理を目的とした賛否両論のあるプログラムである。Microsoft Windowsが稼動しているコンピューターを遠隔地より操作することができる。"Back Orifice"（「後ろの穴」）という名前はMicrosoft BackOffice Serverをもじった言葉遊びである。
Back Orificeはクライアントサーバモデルに基づいてデザインされている。あるコンピューターに小さく目立ちにくいサーバープログラムがインストールされ、そのサーバープログラムが他のコンピューターからグラフィカル・ユーザー・インターフェースを有するクライアントプログラムによって操作される。この2つのプログラムはTCPまたはUDP ネットワーク・プロトコルによって互いに通信する。Leetに引っ掛けて、この通信には通常ポート番号31337が使用される。
Back Orificeの最初のバージョンは1998年8月1日にDEF CON 6で公開された。このバージョンはアメリカのハッカー集団カルト・オブ・ザ・デッド・カウのメンバーであるSir Dysticによって制作された。 カルト・オブ・ザ・デッド・カウによると、公開の目的はマイクロソフトWindows 98のセキュリティの欠如をデモンストレーションする事であるとしている。
リモート管理という筋道の通った目的があるにもかかわらず、Back Orificeには良性とは言いがたい作業に向いたいくつかの機能がある。サーバーはインストールされたコンピューターのユーザーからは一見して動作していることが分からないように自身を隠すことができる。また、ユーザーとの対話なしでインストールできるように、サーバーはトロイの木馬として配布することができる。
これらの理由により、アンチウイルスソフトウェアの製作会社は即座にBack Orificeをマルウェアに分類し、パターンファイルに追加した。その事実にもかかわらず、シンプルなGUI（但し、UNIX版はCUI）とインストールの容易さにより、Back Orificeはスクリプトキディに広く利用された。
後継アプリケーションとして、1999年にリリースされたBack Orifice 2000とフランスのカナダ人ハッカー集団QHAによるDeep Back Orificeの2つがある。